# Regimini militantis Ecclesiae

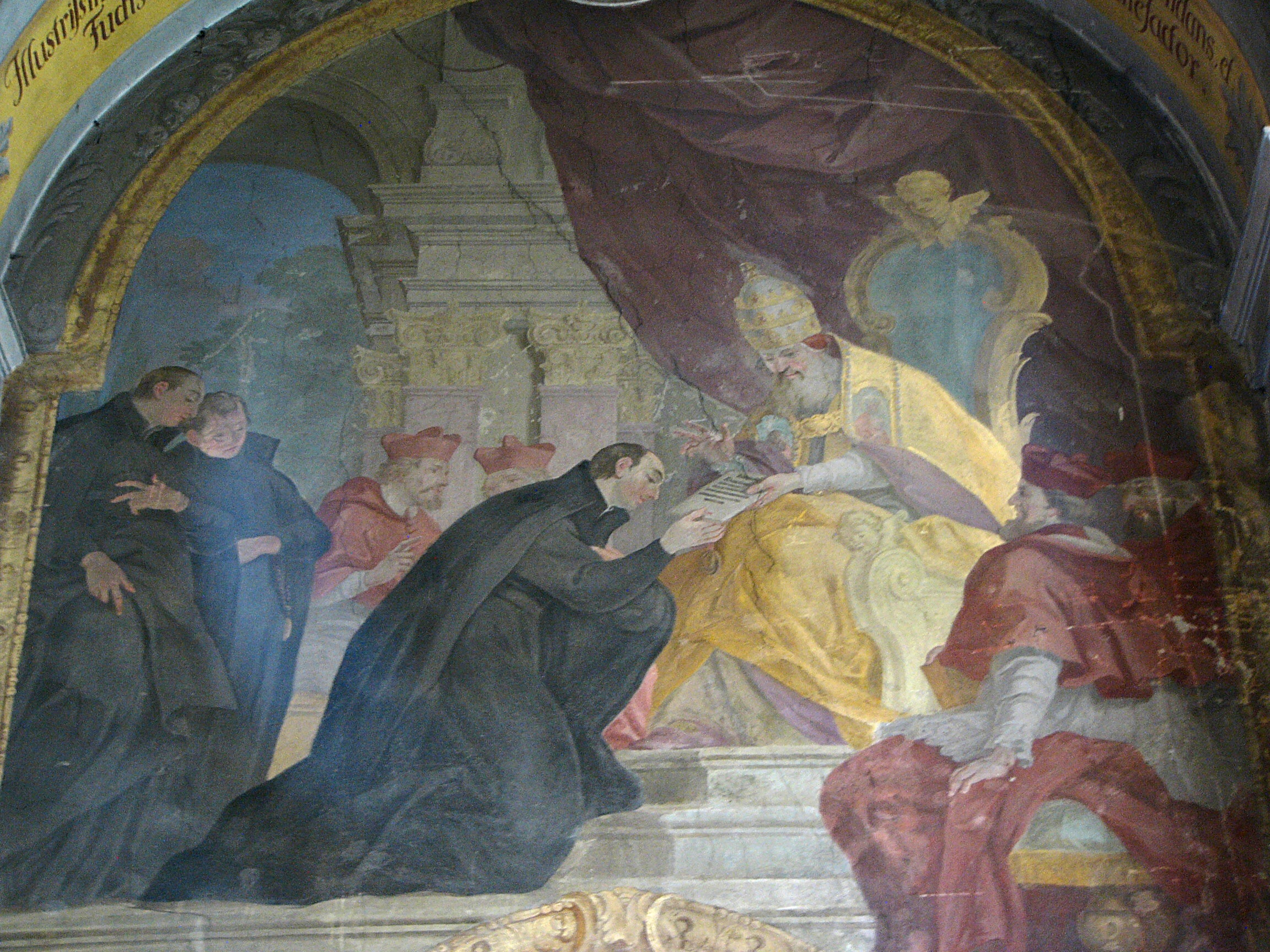
Affresco, realizzato da Jan Kryštof Handke dopo il 1743 nella Chiesa della Madonna della Neve ad Olomouc, che raffigura Sant'Ignazio di Loyola mentre riceve la bolla papale Regimini militantis Ecclesiae da Papa Paolo III

La Regimini militantis Ecclesiae, in italiano Al governo della Chiesa militante è una bolla pontificia che Papa Paolo III pubblicò il 27 settembre 1540.
La bolla dette l'approvazione finale alla costituzione della Compagnia di Gesù (gesuiti). Tuttavia limitò il numero di membri a sessanta.
Sant'Ignazio di Loyola, il fondatore dei gesuiti, si era recato a Roma nell'ottobre del 1538 con lo scopo di ottenere l'approvazione del papa per la sua Compagnia. Una congregazione di cardinali espresse parere favorevole alla Compagnia, e il papa ratificò il parere con la sua bolla. Il 24 giugno 1539 aveva composto una descrizione sommaria di quello che avrebbe dovuto essere l'ordine, e la sottomise al papa per l'approvazione. Nel settembre di quell'anno il papa aveva già dato a Ignazio l'approvazione orale, ma la bolla sarebbe stata pubblicata solo un anno dopo.
Il limite di sessanta membri fu tolto con la successiva bolla Iniunctum nobis.